# Vanessa Echols
Vanessa Lorraine Echols (Auburn, Alabama; 8 de noviembre de 1960) es una periodista de televisión y presentadora de noticias estadounidense. Actualmente presenta las noticias de mediodía y de la tarde en el canal WFTV de Orlando, Florida.

## Biografía
Echols nació en Auburn, Alabama, Estados Unidos. Ella asistió a Auburn High School y después se especializó en periodismo en la Universidad de Alabama. Posteriormente trabajó para una emisora de radio en Tuscaloosa y en canales de televisión de Georgia y Tennessee, incluyendo WMAZ-TV en Macon. En 1992, Echols empezó trabajar como la presentadora de WFTV Eyewitness News Daybreak y Eyewitness News at Noon. En 2007, fue nombrada presentadora de un nueva programa matutino de noticias, Eyewitness News This Morning en el canal WRDQ.
Ella es una sobreviviente de cáncer de mama; fue presidenta honoraria del Susan G. Komen Central Florida Race for the Cure y la oradora principal en la conferencia Breast Cancer Update de la Universidad de Florida Central en 2006.